# Erich von Manstein
Erich von Manstein (24. november 1887 – 10. juni 1973) var en af den tyske værnemagts (Wehrmacht) mest prominente generaler under den 2. verdenskrig. Han opnåede rang af feltmarskal (Generalfeldmarschall), selv om han aldrig var medlem af det nationalsocialistiske parti (NSDAP). Han var højt respekteret af sine kolleger som en af Wehrmachts dygtigste militære begavelser.
Manstein fostrede den idé, der udviklede sig til seglsnit-planen (Sichelschnitt) for erobringen af Frankrig. Senere kommanderede han armeer på Krim og ved Leningrad, inden han fik ledelsen af Armégruppe Syd. Her vandt Manstein en af de største sejre i moderne krig, da han på trods af sovjetisk overlegenhed i både mandskab og materiel stoppede dem efter slaget om Stalingrad og generobrede Kharkov.
Omend han aldrig stillede spørgsmål ved Hitlers fulde autoritet som chef for den tyske hær, var han kendt for at erklære sig uenig med Hitler på flere områder, ofte med resten af generalstaben som tilskuere. Selv om det normalt ville have ført til øjeblikkelig afsked, var Manstein én af de få generaler, der gentagne gange havde bevist sit værd i Hitlers øjne. Til sidst førte hans uenighed med Hitler i strategiske spørgsmål dog til hans hjemsendelse i 1944.
I 1949 idømte en britisk krigsret ham 18 års fængsel for "at have undladt at beskytte civiles liv", og for at have anvendt "den brændte jords taktik" og dermed have unddraget den lokale befolkning nødvendige fødevarer. Straffen blev senere nedsat til 12 år, og han kom til at afsone fire år.
Selv om han hævdede ikke at kende noget til Holocaust, viste von Manstein sig alligevel følelseskold over for jødernes og tilfangetagne partisaners trængsler og talte for, at der skulle skrides hårdt ind mod begge grupper. Efter sin løsladelse fra et britisk fængsel i 1953 blev han rådgiver for den vesttyske regering og var bl.a. med til at skabe det nye Bundeswehr og var dets æresstabschef.

## Tidlige år
Von Manstein blev født Fritz Erich von Lewinski i Berlin. Han var 10. barn af en preussisk adelig artillerigeneral Eduard von Lewinski (1829–1906) og Helene von Sperling (1847–1910). Helenes lillesøster Hedwig von Sperling (1852–1925) giftede sig med generalløjtnant Georg von Manstein (1844–1913). Parret kunne ikke få børn, så det blev besluttet, at dette tiende, endnu ufødte barn skulle adopteres af sin moster og onkel. Da han blev født, sendte familien Lewinski et telegram til familien von Manstein med teksten I fik en sund søn i dag. Mor og barn har det godt. Tillykke.
Ikke blot var både Erich von Mansteins biologiske og adopterende far preussiske generaler, men hans morbror og begge hans bedstefædre havde også været preussiske generaler (den ene førte et armekorps i den Fransk-preussiske krig i 1870–71). Hertil kom, at han var i nær familie med Paul von Hindenburg, den senere feltmarskal og præsident i Tyskland. Hans karriere i den preussiske hær var næsten sikret fra fødslen. Han gik på gymnasiet i Strassburg (1894–99), som var blevet tysk efter krigen 1870–71. Han tilbragte seks år i kadetkorpset (1900–1906) i Plön og Groß-Lichterfelde og kom ind i 3. gardefodregiment (Garde zu Fuß) i marts 1906 som fenrik. Han blev forfremmet til løjtnant i januar 1907, og i oktober 1913 blev han optaget på krigsakademiet.

## Mellemste år

### Verdenskrigen
Under 1. Verdenskrig gjorde von Manstein tjeneste på såvel Vestfronten som Østfronten.
I november 1914 blev han alvorligt såret i Polen. Han vendte tilbage til aktiv tjeneste i 1915, blev forfremmet til kaptajn og forblev stabsofficer i resten af krigen. I 1915 var han i det nordlige Polen, 1915-1916 i Serbien, i 1916 deltog han i Slaget ved Verdun, i 1917 var han i Estland, og i 1917-1918 i Champagne. I 1918 meldte han sig frivilligt til en stilling ved staben i grænseforsvarsstyrken i Breslau (Wroclaw) og gjorde tjeneste dér til 1919.

### Mellemkrigsårene
Von Manstein giftede sig med Jutta Sibylle von Loesch, datter af en schlesisk godsejer i 1920. Hun døde i 1966. De fik tre børn, en datter Gisela og to sønner, Gero, der døde som løjtnant på Østfronten i 1942 og Rüdiger.
Von Manstein blev i militæret efter krigen. I 1920'erne tog han del i skabelsen af Reichswehr, den tyske hær, som højest måtte bestå af 100.000 mand. Han blev udnævnt til leder af et kompagni i 1920 og af en bataljon i 1922. I 1927 blev han forfremmet til major og begyndte at gøre tjeneste ved generalstaben, hvor han besøgte andre lande og lærte om deres militær. I 1933 overtog nazisterne magten i Tyskland. Det nye regime afslog at følge betingelserne i Versailles-traktaten og iværksatte en storstilet genoprustning og udvidelse af militæret.
Den 1. juli 1935 blev von Manstein chef for operationsafdelingen i OKH, hærens overkommando. Der foreslog han udvikling af selvkørende artilleri, Sturmgeschütz, som skulle give tung ildstøtte til infanteriet og frigøre de mobile panserstyrker fra den opgave. I 2. Verdenskrig viste det sig, at de resulterende StuG modeller var nogle af de mest omkostningseffektive tyske våben.
Han blev forfremmet den 1. oktober 1936 og blev vicestabschef under lederen af generalstaben general Ludwig Beck. I starten støttede von Manstein Beck i hans modstand mod, at nazistpartiet fik indflydelse i militæret. På et vist tidspunkt gik han så langt i et memorandum, at han forlangte, at den racemæssige indoktrinering skulle ophøre i hæren, men han skiftede snart kurs. Senere fastholdt von Manstein, at OKH skulle afholde sig fra at blande sig i politiske spørgsmål og endda i den overordnede strategi, idet han hævdede, at disse forhold var Hitlers ansvar. Generalstabens opgave, hævdede han, var at skabe den operationelle planlægning, som var nødvendig for at gennemføre Hitlers mål, og intet andet. Beck blev naturligvis irriteret over dette og afbrød forbindelsen med ham og affærdigede ham som "ikke en mand med en dårlig karakter, men en mand helt uden karakter". Den 4. februar 1938 blev von Manstein udpeget til chef for den 18. tyske infanteridivision i Liegnitz i Schlesien med rang af generalløjtnant.

## 2. Verdenskrig

### Polen
Den 18. august 1939 blev von Manstein udpeget til stabschef for Gerd von Rundstedts Heeresgruppe Süd i forbindelse med forberedelsen af Invasionen af Polen. Her arbejdede han sammen med von Rundstedts operationschef, oberst Günther Blumentritt, om udviklingen af operationsplanen. Rundstedt godkendte von Mansteins plan, som gik ud på, at hovedparten af armégruppens pansrede enheder skulle samles i Walter von Reichenaus 10. armé med det formål at opnå et afgørende gennembrud, som ville føre til omringning af de polske styrker vest for floden Wisła. Ifølge von Mansteins plan skulle to andre armeer i Heeresgruppe Süd, Wilhelm Lists 14. Arme og Johannes Blaskowitzs 8. armé, yde støtte i flankerne til Reichenaus pansrede fremstød mod den polske hovedstad Warszawa. Privat var von Manstein lunken overfor den polske kampagne, idet han mente, at det var bedre at beholde Polen som en stødpude mellem Tyskland og Sovjetunionen. Han var også bekymret for et allieret angreb på Vestvolden, når den polske kampagne var kommet i gang, og at trække Tyskland ind i en krig på to fronter.
Invasionen begyndte den 1. september 1939 og gik godt. I Heeresgruppe Süds operationsområde forfulgte pansrede enheder fra 10. arme de retirerende polakker og gav dem ingen tid til at stable et forsvar på benene. Den 8. arme forhindrede de isolerede polske troppekoncentrationer i Łódź, Radom og Poznań i at smelte sammen til en sammenhængende styrke. I et afvigelse fra den oprindelige plan, som gik ud på at gå direkte mod Wisła og derfra til Warszawa, overtalte von Manstein von Rundstedt til at omringe de polske enheder i Radom området. Planen lykkedes og fjernede hovedparten af den polske modstand fra den sydlige rute til Warszawa.

### Frankrig
Den 27. september 1939 overgav Warszawa sig, selv om der fortsat fandtes isolerede modstandslommer. Samme dag gav Hitler hærens overkommando (OKH) under ledelse af Franz Halder ordre til at opstille en plan for kampagnen i vest mod Frankrig, Holland og Belgien. De forskellige planer, som generalstaben foreslog, blev videregivet til von Manstein og von Rundstedt, og de to formulerede en alternativ plan for Slaget om Frankrig. Hitler så planen i februar, og den fik hans accept.
I slutningen af oktober var hovedparten af den tyske hær flyttet vestpå. Von Manstein blev stabschef for von Rundstedts Heeresgruppe A i det vestlige Tyskland. Som mange af hærens yngre officerer var von Manstein imod den opstillede plan for Slaget om Frankrig og kritiserede den for ikke at levere strategiske resultater og for ikke at udnytte panserstyrkerne effektivt, hvilket kan have skyldtes, at OKH ikke kunne påvirke Hitlers planlægning. Von Manstein pointerede, at en gentagelse af Schlieffen-planen med et angreb direkte igennem Belgien var noget, de allierede forventede, da de allerede flyttede kraftige styrker ind i området. Dårligt vejr betød, at angrebet blev aflyst flere gange, og til sidst blev det udskudt til foråret.
I løbet af efteråret udviklede von Manstein sin egen plan i uformelt samarbejde med Heinz Guderian. Han foreslog, at panserdivisionerne skulle angribe gennem de skovklædte bjerge i Ardennerne, hvor ingen ville vente et angreb. Så skulle de etablere brohoveder over floden Meuse og hurtigt bryde igennem til Den engelske Kanal. Tyskerne ville dermed afskære de allierede hære i Flandern og Nordfrankrig. Von Mansteins forslag indeholdt et yderligere fremstød, som ville betyde, at Maginotlinien blev omgået, hvilket ville give mulighed for at tvinge en front meget længere sydpå. Dette andet fremstød kunne måske have fjernet behovet for Fall Rot, det andet trin i Slaget om Frankrig (Von Manstein, 2004). Denne plan blev kaldt Sichelschnitt (segl-snit).
Overkommandoen afviste von Rundtsteds plan. Halder fik endda von Manstein fjernet fra von Rundstedts hovedkvarter og sendt østpå for at lede 38. korps. Nogle officerer fra von Mansteins stab blev så forbitrede, at de fortalte Hitler om planen, og det var netop en sådan plan, Hitler ønskede sig. Halder måtte lave en plan i stil med von Mansteins udkast, og det var den, der kom til udførelse: Manstein planen. Denne modificerede plan indeholdt ikke det andet fremstød. Von Manstein og hans korps spillede kun en mindre rolle under kampagnen i Frankrig, hvor den var en del af Günther von Kluges 4. Arme. Det var imidlertid hans korps, som sikrede det første gennembrud under Fall Rot øst for Amiens, og det var hans korps, som først overskred Seine floden. Invasionen var en enestående militær succes, og von Manstein blev forfremmet til general og og tildelt Jernkorsets ridderkors for at have foreslået planen.

### Barbarossa
I februar 1941 blev von Manstein udpeget som chef for 56. panserkorps. Han blev involveret i Operation Barbarossa, hvor han gjorde tjeneste under general Erich Hoepner. Ved angrebet den 22. juni 1941 rykkede von Manstein over 160 km frem på blot to dage og erobrede to vitale broer over Dvina floden ved Dvinsk.

### Krim og belejringen af Sevastopol
I september 1941 blev von Manstein udpeget til chef for 11. armé. Dens tidligere chef, generaloberst Eugen Ritter von Schobert, var omkommet, da hans fly landede i et sovjetisk minefelt. Den 11. arme havde til opgave at erobre Krim-halvøen med Sevastopol og forfølge fjendtlige styrker på Heeresgruppe Süds sydflanke under dens fremrykning ind i Sovjetunionen [Von Manstein, (2004)].
Efter det indledende tyske gennembrud måtte resten af Perekopområdet sikres. Efter 10 dages kampe blev de sovjetiske linjer løbet over ende den 28. september. Tyskerne tog hurtigt kontrollen over hele halvøen, og den 17. oktober var det kun fæstningsbyen Sevastopol, som holdt ud.
Angrebet på Sevastopol blev indledt den 30. oktober, men slog fejl, og den 21. december, netop som tyskerne forberedte det sidste stormløb, iværksatte sovjetiske styrker et afledningsangreb, der tvang dem tilbage. Kort tid efter begyndte den sovjetiske vinteroffensiv, der skabte Wehrmachts "Vinterkrise".
Den 26. december landede sovjetiske styrker ved Kerch-strædet, og den 30. december gennemførte de endnu en landgang i nærheden af Theodosia. Kun en hastig tilbagetrækning af 46. infanteridivision under general Hans Graf von Sponecks kommando fra Kerch-halvøen i modstrid med von Mansteins ordrer, forhindrede et sammenbrud på den østlige del af Krim halvøen, omend divisionen mistede alt sit tunge udstyr. Situationen tvang von Manstein til at opgive angrebet på Sevastopol og sende hovedparten af sin styrke østpå for at nedkæmpe det sovjetiske brohoved. Situationen var stabiliseret i slutningen af april 1942.
Operation Trappenjagd, som blev indledt den 8. maj 1942, havde til formål at fjerne de sovjetiske tropper fra Kerch. Efter et skinangreb i på den nordlige del af fronten angreb 11. Arme mod syd, og de sovjetiske styrker var snart nedkæmpet og flygtede mod Kerch-strædet. Tre sovjetiske armeer (44., 47. og 51.), 21 divisioner, 176.000 mand, 347 kampvogne og næsten 3.500 kanoner gik tabt. Resterne af de sovjetiske styrker blev evakueret, og Trappenjagd sluttede den 18. maj.
Med måneders forsinkelse vendte von Manstein igen sin opmærksomhed mod erobringen af Sevastopol, et slag hvori Tyskland brugte nogle af de største kanoner, der nogensinde er bygget. Sammen med store mængder almindeligt artilleri blev de meget tunge 600 mm morterer og en 800 mm jernbanekanon anvendt ved angrebet. Den voldsomme beskydning begyndte om morgenen den 7. juni 1942, samtidig med at samtlige fly i Luftwaffes Luftflotte 4 under kommando af Wolfram von Richthofen angreb mål i området. Beskydningen fortsatte i fem dage, inden angrebet blev indledt.
Den ydre forsvarsring blev gennembrudt den 16. juni, og den 4. juli 1942 faldt Sevastopol. Hitler, som var vældig tilfreds med de gode nyheder, ringede til von Manstein og roste ham som "Sevastopols erobrer" og meddelte ham, at han havde givet ordre til, at von Manstein skulle udnævnes til feltmarskal.

### Leningrad
Efter erobringen af Sevastopol mente den tyske overkommando, at enhver by kunne erobres, når bare man angreb tilstrækkeligt beslutsomt, og von Manstein blev anset for den rette mand til endelig at erobre Leningrad, som havde været under belejring siden det foregående efterår. Von Manstein og dele af 11. arme blev overført til fronten ved Leningrad, hvor han skulle lede Operation Nordlicht, som man håbede ville føre til byens erobring. Operationen var planlagt indledt den 15. september 1942. Hitler var sikker på, at med den betydelige mængde artilleri på stedet og med den nye Tiger kampvogn ville operationen bryde igennem det beslutsomme sovjetiske forsvar. Von Manstein så mere pessimistisk på tingene, og hævdede at det var nødvendigt med et samtidigt angreb fra finnerne nord for byen.
Den 27. august indledte den sovjetiske hær et afværgeangreb mod Georg Lindemanns 18. Arme i det snævre tyske fremspring vest for Ladoga søen. Von Manstein blev tvunget til at sende styrker dertil for at undgå en katastrofe. En række slag fulgte, hvor von Mansteins mindre styrker udmanøvrerede de større sovjetiske styrker, som mistede over 60.000 mand i de næste måneder. Det betød imidlertid, at tyskerne ikke kunne gennemføre et afgørende angreb på Leningrad, og belejringen fortsatte ind i 1943.

### Stalingrad
Den 21. november 1942 under slaget om Stalingrad udpegede Adolf Hitler von Manstein til leder af den nyformerede Heeresgruppe Don, der bestod af hastigt samlede grupper af trætte mænd og maskiner, og beordrede ham til at lede Operation Wintergewitter, i forsøget på med Hermann Hoths 4. panserarme og rumænske hjælpetropper at komme den 6. armé under Friedrich Paulus til undsætning, da de var omringet i Stalingrad. Wintergewitter, der blev indledt den 12. december, opnåede nogen fremgang i starten, og von Manstein nåede med sine tre panserdivisioner og støtteenheder fra 57. panserkorps (som omfattede 23. pansergrenaderdivision samt 6. og 17. panserdivision) indenfor en afstand af 50 km fra Stalingrad den 20. december. Korpset blev stoppet ved byen Aksay, og stærke sovjetiske styrker pressede dem efterhånden tilbage.
Nu anbefalede von Manstein general Paulus at bryde ud af byen trods Hitlers afvisning af et udbrudsforsøg. Erich von Manstein turde imidlertid ikke give ordren selv, selv om han kunne have gjort det, da han var Paulus' overordnede.  Det er tvivlsomt, om 6. armé havde styrken til at gennemføre de nødvendig offensive operationer for at bryde gennem de sovjetiske linjer. Hæren manglede brændstof til sine kampvogne og lastbiler, og det kneb med mad til soldaterne. Nogle hævder, at nederlaget ved Stalingrad skyldes en fejlagtig beslutning fra Hitler om at nægte 6. armé tilladelse til at bryde ud. På den anden side måtte den Røde Hær bruge en række af sine hære for at fastholde 6. armé, og de kunne i stedet have været brugt til at skabe gennembrud på andre dele af den svækkede, tyske front. Det kan stadig diskuteres, om 6. armes skæbne var en fordel eller en ulempe for Østfronten på et strategisk niveau.
Operation Saturn var en voldsom offensiv fra den Røde Hær på den sydligste del af fronten med det mål at erobre Rostov og afskære den tyske Heeresgruppe A, mens den stadig var i færd med at trække sig tilbage fra Kaukasus. Den tvang von Manstein til at sende styrker af sted for at hjælpe den hårdt pressede Heeeresgruppe A under dens tilbagetrækning til Ukraine for at undgå, at hele fronten brød sammen. Angrebet forhindrede også 48. panserkorps (der bestod af 336. infanteridivision, 3. Luftwaffe division og 11. panserdivision) under kommando af general Otto von Knobelsdorff, i at støde til det 57. panserkorps som planlagt. I stedet holdt 48. panserkorps en linje langs floden Chir og slog gentagne sovjetiske angreb tilbage. General Hermann Balck brugte 11. panserdivision til at gennemføre modangreb mod sovjetiske frontfremspring, men de rumænske, italienske og ungarske hære på flankerne blev løbet over ende, og 48. panserkorps måtte trække sig tilbage. Som et resultat trak resterne af 4. panserarme sig tilbage, da dens nordlige flanke blev afdækket ved tabet af Don floden.

### Kharkov operationen
I begyndelsen af februar begyndte de tyske tropper at omgruppere sig. Von Mansteins Heeresgruppe Don blev slået sammen med Heeresgruppe B til en ny Heeresgruppe Süd under ledelse af von Manstein. Den 21. februar 1943 indledte han en modoffensiv ind i den alt for lange, sovjetiske flanke. Angrebet blev en stor succes. Von Mansteins tropper stødte hurtigt frem, isolderede de forreste sovjetiske enheder og tvang den Røde Hær til at stoppe de fleste af dens offensive operationer. Den 2. marts mødtes de forreste tanks fra Hoths 4. panserarme med hærstyrke Kempf og afskar en stor del af den sovjetiske sydvestfront, og den 9. marts havde den tyske hær tildelt den sovjetiske hær et stort nederlag ved Krasnograd og Barvenkovo.
Omkring 23.000 sovjetiske soldater blev dræbt, og yderligere 9.000 taget til fange. Hertil kom, at 615 sovjetiske kampvogne og 354 kanoner blev erobret.
Von Manstein fortsatte fremad, hans fremrykning blev ledet af Paul Haussers 2. SS panserkorps, som generobrede Kharkov den 14. marts efter blodige bykampe under det Tredje slag om Kharkov. Som anerkendelse for denne bedrift modtog von Manstein egeløv til sit ridderkors. 2. panserkorps erobrede Belgorod den 21. marts. Von Manstein foreslog en vovet operation, med tilnavnet baghåndsslaget, til om sommeren. Det skulle udflanke den Røde Hær ind i det Azovske hav ved Rostov, men Hitler valgte i stedet den mere konventionelle Operation Zitadelle, som havde til formål at knuse frontfremspringet ved Kursk.

### Operation Zitadelle
Under Operation Zitadelle havde von Manstein kommandoen over den sydlige styrke i knibtangen, og trods tab nåede han de fleste af sine indledende mål og forårsagede langt større tab, end han måtte indkassere. I sine erindringer skrev marskal Georgij Zjukov, som ledede det sovjetiske forsvar ved Kursk, rosende om von Manstein. Men på grund af, at den nordlige styrke, som blev ledet af Günther von Kluge og Walter Model, ikke kom nogen vegne, var der kronisk mangel på infanteristøtte og en operationel reserve, foruden indledningen af operation Husky, den allierede invasion af Sicilien, afblæste Hitler offensiven. Von Manstein protesterede og hævdede, at sejren næsten var hjemme, da han følte, at han havde opnået lokal overlegenhed, og at med en lille smule ekstra indsats kunne han knække det sovjetiske forsvar, inden det kunne bringe sine reserver frem. Efter den fejlslagne operation Zitadelle iværksatte den Røde Hær et massivt modangreb mod de udmattede tyske tropper.
En tysk sejr i form af nedkæmpning af de omringede sovjetiske styrker krævede både gennemførelse af omringningen (dvs. at de nordlige og sydlige styrker mødtes), og at man fastholdt omringningen længe nok til at nedkæmpe de omringede, sovjetiske styrker. Selv hvis det første var blevet nået, er det ikke sikkert, at det andet automatisk ville være fulgt. De tyske styrker var efter Stalingrad aldrig i stand til at tvinge de sovjetiske hære til betydelige tilbagetrækninger, bortset fra midlertidige tilbageslag som ved Kharkov. Efter at have stoppet den tyske offensiv ved Kursk havde den sovjetiske hær tilstrækkelig styrke til straks at gennemføre modangreb.

### Dnepr-kampagnen
I september 1943 trak von Manstein sig tilbage til den vestlige bred af floden Dnepr, og forårsagede store tab for den Røde Hær. Fra oktober til midten af januar 1944 stabiliserede
von Manstein situationen på sydfronten. Den Røde Hær etablerede imidlertid et frontfremspring fra Kijev og var indenfor rækkevidde af den afgørende by Zhitomir. Tyskerne gennemførte en vellykket modoffensiv, hvori 1. SS Division Leibstandarte SS Adolf Hitler og 2. SS Division Das Reich, sammen med 1., 7., 19. og 25. panserdivision samt 68. infanteridivision manøvrerede rundt om flanken på de sovjetiske styrker foran Zhitomir. Adskillige bemærkelsesværdige sejre blev vundet, ved Brussilov, Radomyshl og Meleni, under ledelse af general Hermann Balck, men på grund af en glansløs præstation af generaloberst Rauss, den nye chef for 4. panserarmé, blev frontfremspringet ved Kijev ikke elimineret. I slutningen af januar 1944 blev von Manstein tvunget til at trække sig længere mod vest af den sovjetiske offensiv. I midten af februar 1944 undlod han at adlyde Hitlers ordre og beordrede 11. og 42. korps (der bestod af 56.000 mand i 6 divisioner) til at bryde ud af den såkaldte "Korsun-lomme", hvilket skete den 16. til 17. februar 1944. General Otto Wöhler havde bedt om tilladelse til en tilbagetrækning, men Hitlers svar var det sædvanlige: Hold ud "til sidste mand og kugle". "Korsun-lommen" og Wehrmachts påfølgende udbrud kom til at danne mønster for krigens sidste år, hvor tyske soldater jævnligt fandt sig omringet og indespærret, og krigens virkelighed havde ændret sig fra sejr til ren overlevelse fra dag til dag.

### Afsked
Von Manstein fortsatte med at skændes med Hitler om den overordnede strategi på Østfronten. Von Manstein gik ind for et elastisk, mobilt forsvar. Han var villig til at opgive territorium og forsøgte at få de sovjetiske styrker til at strække sig for langt eller rykke for hurtigt frem, så de kunne angribes i flankerne med det mål at omringe dem. Hitler ignorerede von Mansteins råd, og fortsatte med at insistere på statisk krigsførelse. På grund af disse hyppige uoverensstemmelser gik von Manstein offentligt ind for, at Hitler skulle afgive kontrollen og overlade ledelsen til de professionelle og som en start etablere en stilling som øverstkommanderende på Østfronten (Oberbefehlshaber Ost). Hitler afviste imidlertid denne idé flere gange, idet han frygtede, at det ville svække hans greb om magten.
Dette skænderi alarmerede nogle af Hitlers nærmeste følgesvende som Hermann Göring og lederen af SS Heinrich Himmler, som ikke var indstillet på at opgive noget af deres magt. Himmler begyndte åbent at stille spørgsmål ved von Mansteins loyalitet og antydede, at han var en defaitist, som ikke var tjenlig til at kommandere tropper. Von Mansteins hyppige skænderier kombineret med disse beskyldninger førte til, at Hitler fratog von Manstein kommandoen i marts 1944. I stedet udpegede Hitler den 2. april 1944 Walter Model, en solid støtte, som chef for Heeresgruppe Süd. Alligevel fik von Manstein sværd til sit ridderkors, den næsthøjeste militære dekoration i Tyskland.
Efter sin afsked lod von Manstein sig indlægge på en øjenklinik i Breslau, var reconvalescent nær Dresden og lod sig derpå pensionere. Selv om han ikke deltog i mordforsøget på Hitler den 20. juli 1944, var han blevet kontaktet af Henning von Tresckow og andre om komplottet i 1943.
Selv om von Manstein var enig i, at ændringer var nødvendige, nægtede han at slutte sig til oprøret, da han stadig anså sig for bundet af tjenesten. Han afviste tilnærmelserne med: "preussiske feltmarskaller begår ikke mytteri" Han frygtede også, at det ville resultere i en borgerkrig. Selv om han ikke sluttede sig til attentatmændene, forrådte han dem heller ikke. I slutningen af januar 1945 samlede han sin familie fra hjemmet i Liegnitz og evakuerede dem til det vestlige Tyskland. Han overgav sig til den britiske feltmarskal Montgomery og blev arresteret af britiske tropper den 23. august 1945.

## Efter krigen

### For retten
Under Nürnberg-processen i 1946 blev von Manstein kun indkaldt som vidne for forsvaret. Von Manstein blev efterfølgende interneret af briterne som krigsfange i "Special Camp 11" i Bridgend. Efter pres fra Sovjetunionen, som ønskede ham udleveret, så han kunne stilles for en sovjetisk domstol, blev han stillet for en militærdomstol i Hamburg i august 1949. Dels på grund af den kolde krig og dels ud fra respekt for hans militære bedrifter var der mange prominente britiske militærfolk som feltmarskal Bernard Law Montgomery og militærteoretikeren B.H. Liddell Hart, som åbent udtrykte sympati for von Manstein, og de og Winston Churchill gav penge til hans forsvar. Churchill anså retssagen som endnu et eksempel på regeringen Attlees forsøg på at tilfredsstille sovjetiske krav.
I retten argumenterede von Mansteins forsvarere, ledet af den prominente advokat Reginald Thomas Paget, for, at han havde været uvidende om det folkemord, som foregik på det område, han havde kontrollen over. Det hævdedes, at von Manstein ikke gennemførte kommissærordren, som krævede øjeblikkelig henrettelse af politiske kommisærer fra den Røde Hær. Ifølge hans vidneudsagn ved Nürnberg-processen, bind 20, pp. 608–609 (10. august 1946) , modtog han ordren, men afviste at udføre den. Han hævdede, at hans overordnede feltmarskal von Leeb, tolererede og stiltiende godkendte hans holdning, og han hævdede også, at ordren ikke blev fulgt.
Imidlertid udstedte von Manstein den 20. november 1941 sin version af den berygtede "Reichenau-ordre", som ligestillede "partisaner" og "jøder" og krævede drakoniske tiltag imod dem. Hitler roste "Reichenau Ordren" som eksemplarisk og tilskyndede andre generaler til at udstede lignende ordrer. Skønt - eller måske fordi - von Manstein privat indrømmede at være delvis jøde, tilhørte han det mindretal, som frivilligt udstedte en sådan ordre. Den udtrykte at:
"Denne kamp udkæmpes ikke mod de sovjetiske styrker alene i den vedtagne form, som er fastlagt i de europæiske regler for krigsførsel.
Også bag fronten fortsætter kampen. Partisansnigskytter udklædt som civile angriber enkeltsoldater og små enheder, og forsøger at forstyrre vore forsyninger med sabotage med miner og helvedesmaskiner. Efterladte bolsjevikker holder den fra bolsjevismen befriede befolkning i en tilstand af uro gennem terror og forsøger derigennem at sabotere den politiske og økonomiske fredeliggørelse af landet. Høstudbytter og fabrikker ødelægges, og dermed udleveres især byernes befolkninger hensynsløst til at sulte.
Jøderne er mellemmænd mellem fjenden bag fronten og resterne af den Røde Hær og den røde ledelse, som stadig kæmper. Stærkere end i Europa indtager de alle nøgleposter indenfor politik og administration, indenfor handel og håndværk, og udgør en celle for al uro og mulige oprør.
Det jødiske, bolsjevikiske system må udryddes én gang for alle, og må aldrig igen tillades at invadere vort europæiske levested.
Den tyske soldat har derfor ikke alene den opgave at knuse dette systems militære potentiale. Han står også som bærer af et racebegreb og som hævneren for alle de grusomheder, som han og det tyske folk har været udsat for. "
...
"Soldaten må indse nødvendigheden af hårde straffe for jødedommen, den åndelige bærer af den bolsjevikiske terror. Dette er også nødvendigt for at standse alle oprørsforsøg, som fortrinsvis udklækkes af jøder, i starten."
I ordren hed det videre: "Fødevaresituationen hjemme gør det af afgørende betydning, at tropperne så vidt muligt fødes af landet, og at så meget som muligt stilles til rådighed for hjemlandet. Især i fjendtlige byer må en stor del af befolkningen være nødt til at sulte." Det var også et af anklagepunkterne mod von Manstein i Hamburg: Ikke blot manglende omsorg for civile, men også udnyttelse af besatte lande til fordel for "hjemlandet", noget der betragtes som ulovligt i de dagældende love for krigsførsel.
Ordren fastslog yderligere, at "alvorlig tiltag vil blive taget mod tilfældige handlinger og egeninteresse, mod vildskab og manglende disciplin, mod enhver overtrædelse af soldatens ære" og at "respekt for religiøse sædvaner, især dem blandt de muslimske tatarer, må kræves." Bevismaterialet for denne ordre blev først forelagt af anklageren Telford Taylor den 10. august 1946, i Nürnberg. Von Manstein indrømmede, at han havde underskrevet denne ordre den 20. november 1941, men hævdede, at han ikke huskede den. Ordren var et vigtigt bevis for anklageren ved retssagen i Hamburg.
Mens Paget fik von Manstein frikendt for mange af de 17 anklager, blev han fundet skyldig i to anklager og kunne stilles til ansvar for yderligere syv, fortrinsvis for at have anvendt den brændte jords taktik og for ikke at have beskyttet civilbefolkningen, og han blev den 19. december 1949 dømt til 18 års fængsel. Det førte til højlydte protester blandt von Mansteins støtter, og dommen blev sænket til 12 års fængsel. Af medicinske grunde blev han løsladt den 6. maj 1953.
Von Manstein, som var en af de højest rangerende generaler i Wehrmacht, hævdede, at han ikke kendte til, hvad der foregik i koncentrationslejrene. Ved Nürnbergprocessen blev han spurgt:
"Vidste De på daværende tidspunkt noget om forholdene i koncentrationslejrene?" hvortil han svarede "Nej, jeg hørte lige så lidt om det som det tyske folk, eller måske endda mindre, fordi når kampene foregår 1.000 km fra Tyskland, hørte man naturligvis ikke om sådanne ting. Vi vidste fra før krigen, at der var to koncentrationslejre, Oranienburg og Dachau, og en officer, som efter invitation fra SS havde besøgt lejrene, fortalte mig, at det ganske enkelt var en samling af kriminelle foruden nogle politiske fanger, som ifølge hvad han havde set, blev behandlet strengt, men korrekt."
Von Mansteins adjudant Alexander Stahlberg fortalte følgende til Bryan Mark Rigg (forfatteren af 'Hitler’s Jewish Soldiers): Stahlberg pressede von Manstein på punktet om det store antal jøder, der blev nedslagtet, og von Manstein fikserede ham med et blik. "Tror De virkelig på det?" spurgte feltmarskallen. Stahlberg svarede, at det gjorde han. "Nå, hvis det virkelig skete," sagde Manstein, "var det kun jøder." 

### Seniorrådgiver
Tilkaldt af den vesttyske forbundskansler Konrad Adenauer virkede von Manstein som Adenauers øverste militære rådgiver og sad som formand for en militær underkomité, som var udpeget til at rådgive parlamentet om militær organisation og doktrin for den nye tyske hær, Bundeswehr, og dens indføjelse i NATO. Han flyttede senere med sin familie til Bayern. Hans krigserindringer Verlorene Siege (Tabte sejre), blev udgivet i Tyskland i 1955. Heri præsenterede han den teori, at hvis generalerne havde bestemt strategien i stedet for Hitler, kunne krigen på Østfronten være blevet vundet.
Da han aldrig havde været medlem af nazistpartiet, fik han ingen problemer i Vesttyskland i modsætning til nogle af de notoriske Hitler-sympatisører. På grund af sin indflydelse i de første år af Bundeswehrs eksistens blev han anset som dets uofficielle stabschef. Selv senere blev hans fødselsdagsfester i reglen gæstet af officielle delegationer fra Bundeswehr og topledere fra Nato som fx general Hans Speidel, som var øverstkommanderende for Nato's landstyrker i Centraleuropa fra 1957 til 1963. Det samme skete ikke for pro-nazistiske feltmarskaller såom Milch, Schörner, von Küchler og andre, der blev ignoreret og glemt efter krigen.
Erich von Manstein blev ramt af et slagtilfælde og døde i München om natten den 9. juni 1973. Han var da den ene af kun to genlevende tyske feltmarskaller og blev begravet med fuld militær honnør. I hans nekrolog i The Times den 13. juni 1973 hed det: "Hans indflydelse og effektivitet stammede fra mental styrke og viden, som skabte en elektrisk strøm blandt tropperne ved til dem at formidle hans personlighed."